# Un punt blau pàl·lid
| «            | Mireu aquest petit punt. És aquí. És casa nostra. Som nosaltres. | » |
| — Carl Sagan |                                                                  |   |

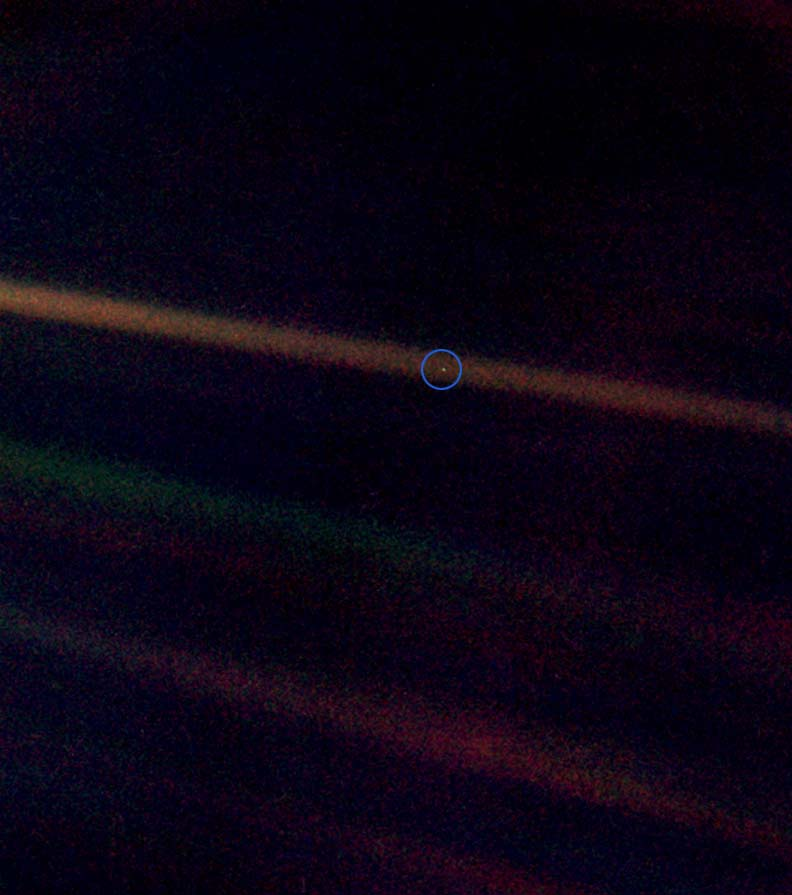
La Terra, un petit punt blau pàl·lid.

Un punt blau pàl·lid (A pale blue dot en anglès) és una fotografia del planeta Terra presa el 1990 per la sonda Voyager 1 a una distància rècord de 6.000 milions de quilòmetres de la Terra. En la fotografia, la Terra apareix com un punt diminut (0,12 píxels) en l'immens espai. Un cop finida la seva missió i mentre abandonava el sistema solar, la sonda Voyager 1, a instància del seu comandament a la NASA, va girar la càmera per a prendre la fotografia de la Terra, una petició del científic Carl Sagan. El títol d'aquesta fotografia fou usat pel mateix científic Carl Sagan, en el llibre publicat el 1994 titulat Un punt blau pàl·lid: una visió del futur humà a l'espai.

## La fotografia
El 14 de febrer del 1990, la NASA comandà la sonda espacial Voyager 1 que havia acabat la seva missió primària, perquè es girés i fotografiés els planetes que havia visitat.
La NASA compilà 60 imatges d'aquest esdeveniment en un únic mosaic del sistema solar.
Una de les imatges que la Voyager reenvià era una de la Terra a 6.400 milions de quilòmetres (més de 42 ua), tal sol un petit punt blau pàl·lid en una foto granulosa.
El punt minúscul pràcticament es perd en la lluentor del Sol. En el moment de la fotografia, l'oceà Pacífic reforçava l'aspecte blau de la Terra, cosa que no hagués passat algunes hores més tard amb Àfrica i Àsia. Un punt blau pàl·lid fou originàriament una porció d'una imatge d'angle ample que contenia el Sol i la regió de l'espai entre la Terra i Venus en un moment determinat. Es prengué amb el filtre més fosc de la càmera (una banda d'absorció de metà), i l'exposició més curta possible (0,5 mil·lisegons) per evitar saturar el tub vidicon de la càmera amb la llum solar dispersada. El Sol apareix petit en el cel des de la perspectiva de la sonda al final del sistema solar, no obstant això és vuit milions de vegades més brillant que l'estrella més brillant del cel terrestre, Sírius.

## El llibre
Amb el mateix títol, Carl Sagan publica el 1994 un llibre en tres parts. En la primera, examina la pretensió durant la història que la Terra i l'espècie humana són úniques en l'univers. La segona part descriu els descobriments científics fets sobre el sistema solar i les raons que s'evoquen normalment per als vols espacials tripulats. En la darrera part, l'autor suggereix que l'exploració i la colonització de l'espai i d'altres mons són essencials per a la supervivència a llarg termini de l'espècie humana i de la vida terrestre.